# Відяєво
Відяєво  (рос. Видяево) — селище, адміністративний центр муніципального утворення Відяєво Мурманської області Російської Федерації.
Населення становить 5953 особи. Належить до муніципального утворення Відяєвський міський округ.

## Населення
| 2002  | 2009  | 2010  | 2012  | 2013  | 2014  | 2015  |
| ----- | ----- | ----- | ----- | ----- | ----- | ----- |
| 6182  | ↗7067 | ↘5771 | ↗6215 | ↗6267 | ↗6300 | ↘6258 |
| 2016  | 2017  | 2018  | 2019  |       |       |       |
| ↗6303 | ↘6146 | ↘5985 | ↘5953 |       |       |       |